# تميثيل

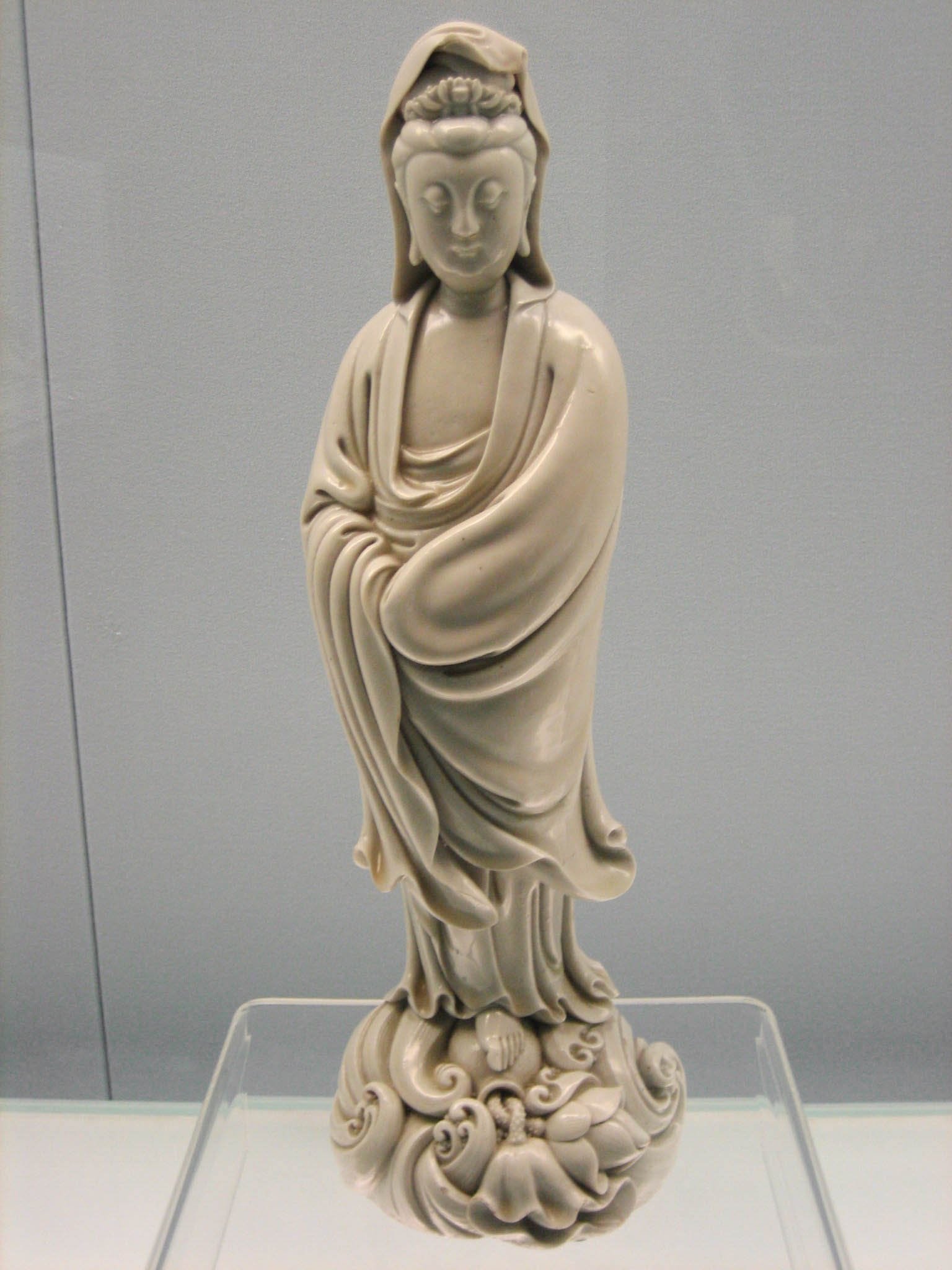
تُميثيل خزف صيني من القوانيين من سلالة مِنغ الحاكمة

التُّمَيثيل تصغير لكلمة تمثال هو نحتٌ صغير ثلاثي الأبعاد يمثل إنسانًا أو إلهًا أو حيوانًا، أو في الواقع زوجًا أو مجموعة صغيرة منهم. صنعت التميثيلات في العديد من العديد من المواد مثل الطين والفلز والخشب والزجاج واليوم الخزف أو الراتينَج الأكثر أهمية.
من المرجح أن يطلق على التميثيلات ذات الأجزاء المتحركة والتي تتحرك أطرافها دمية ، دمية عرض الملابس أو شخصيات عمل. أما إن كانت تتحرك بمفردها فتدعى الإنسالة أو آلة ذاتية التشغيل. تستخدم التماثيل والمنمنمات أحيانًا في الألعاب اللوحية، مثل الشطرنج لعبة تقمص أدوار على الطاولة.
الفرق الرئيس بين التُّميثيل والتمثال هو الحجم. لا يوجد حد متفق عليه ولكن يغلب أن تسمى الأشياء تميثيلات إن لم تعلو 60 سم، مع أن معظم أنواعها أصغر من 30 سم.

## الصور

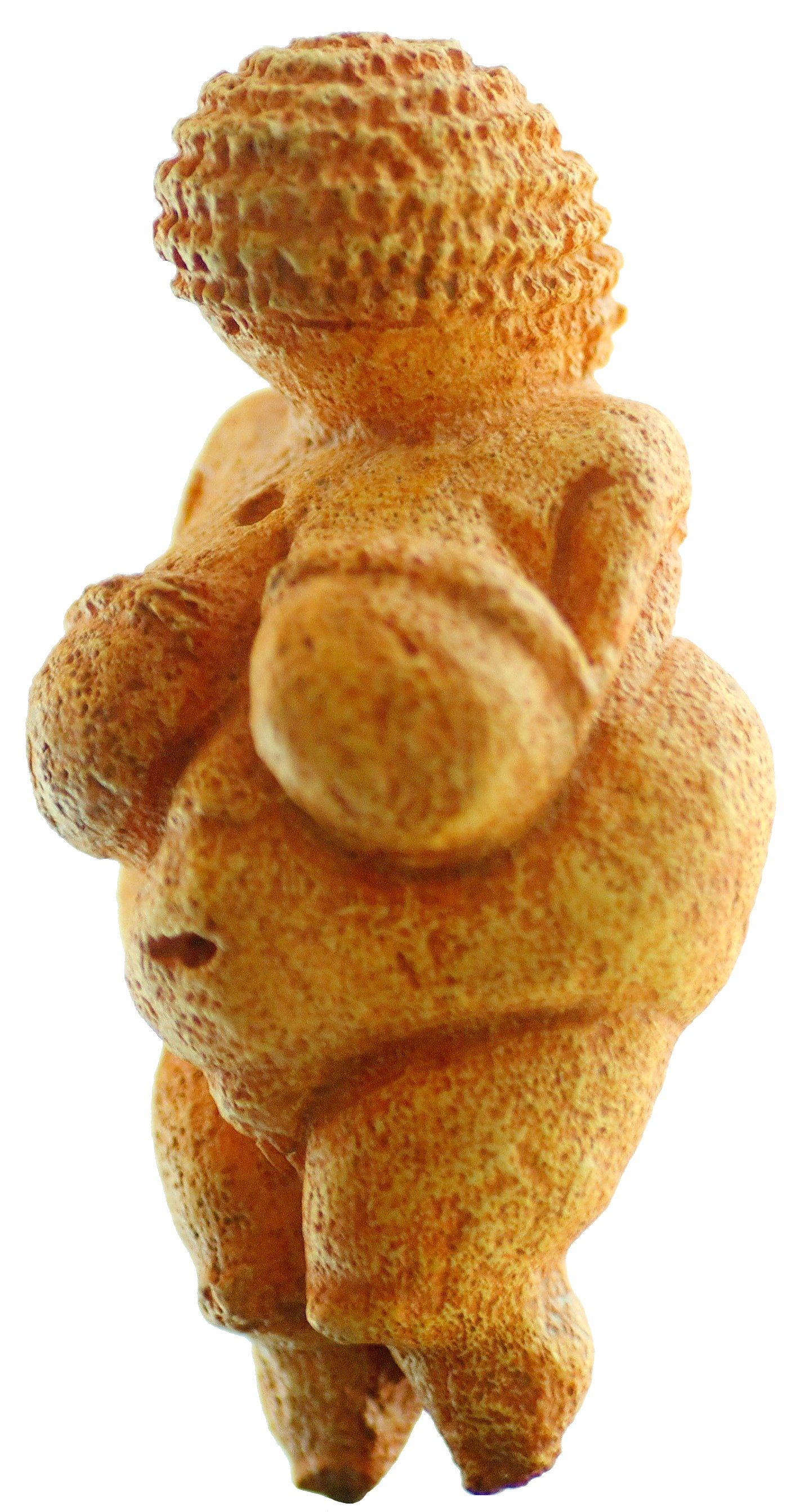
تمثال زهرة ولندُرف عصور ما قبل التاريخ
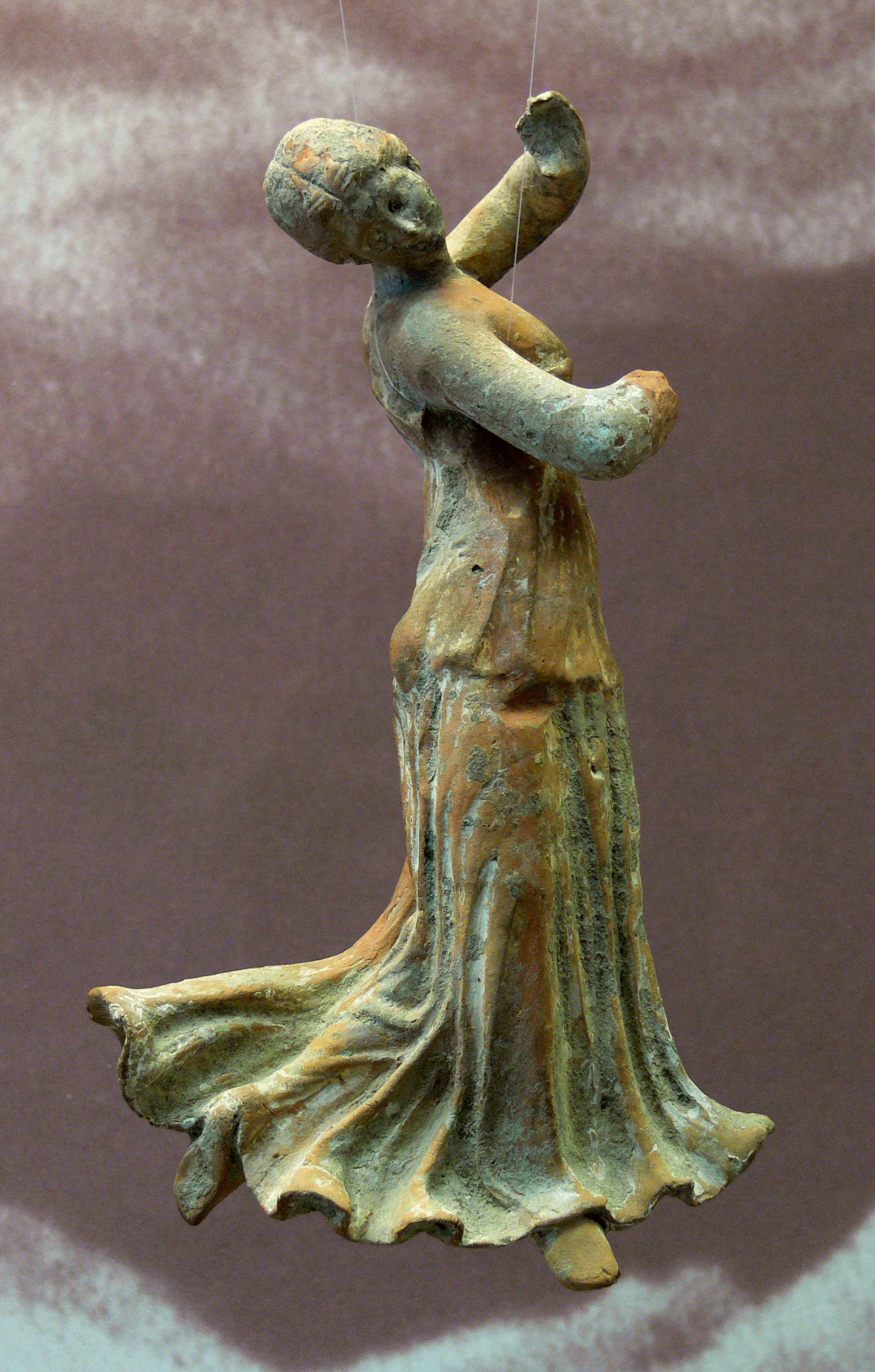
تميثيل تنغرة الراقصة، من الطين النضيج من العصر الهلنستي في القرن الثاني قبل الميلاد
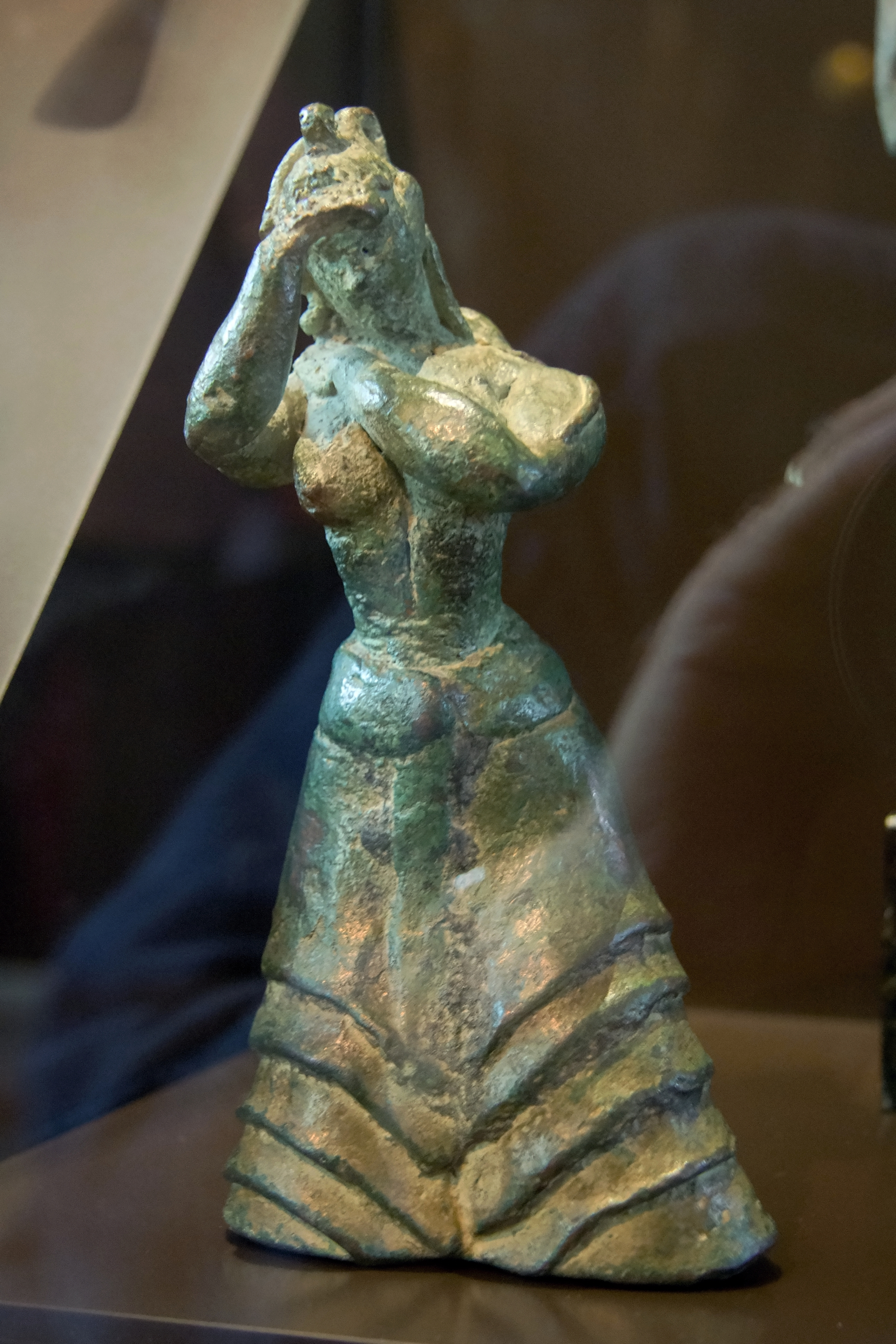
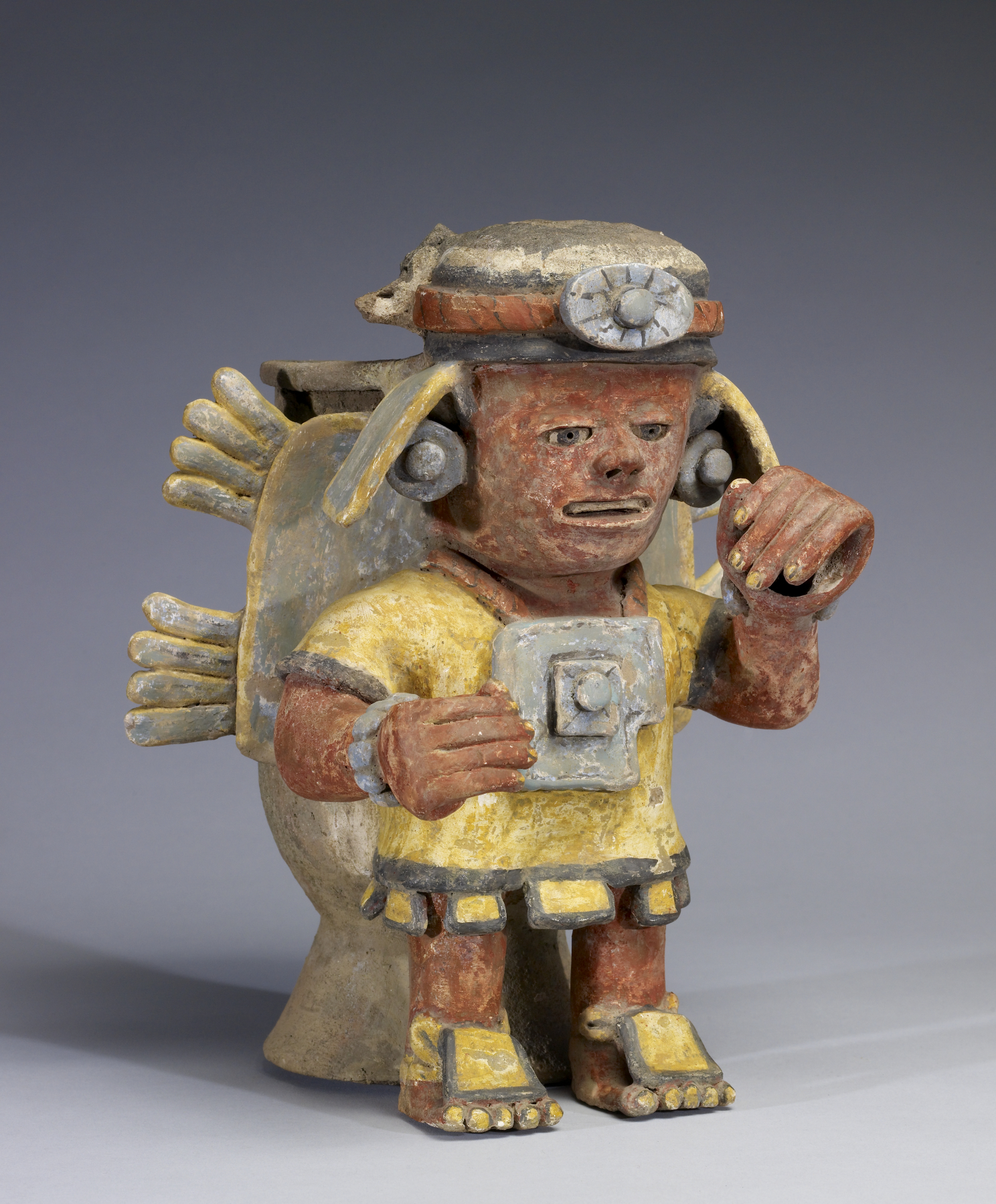
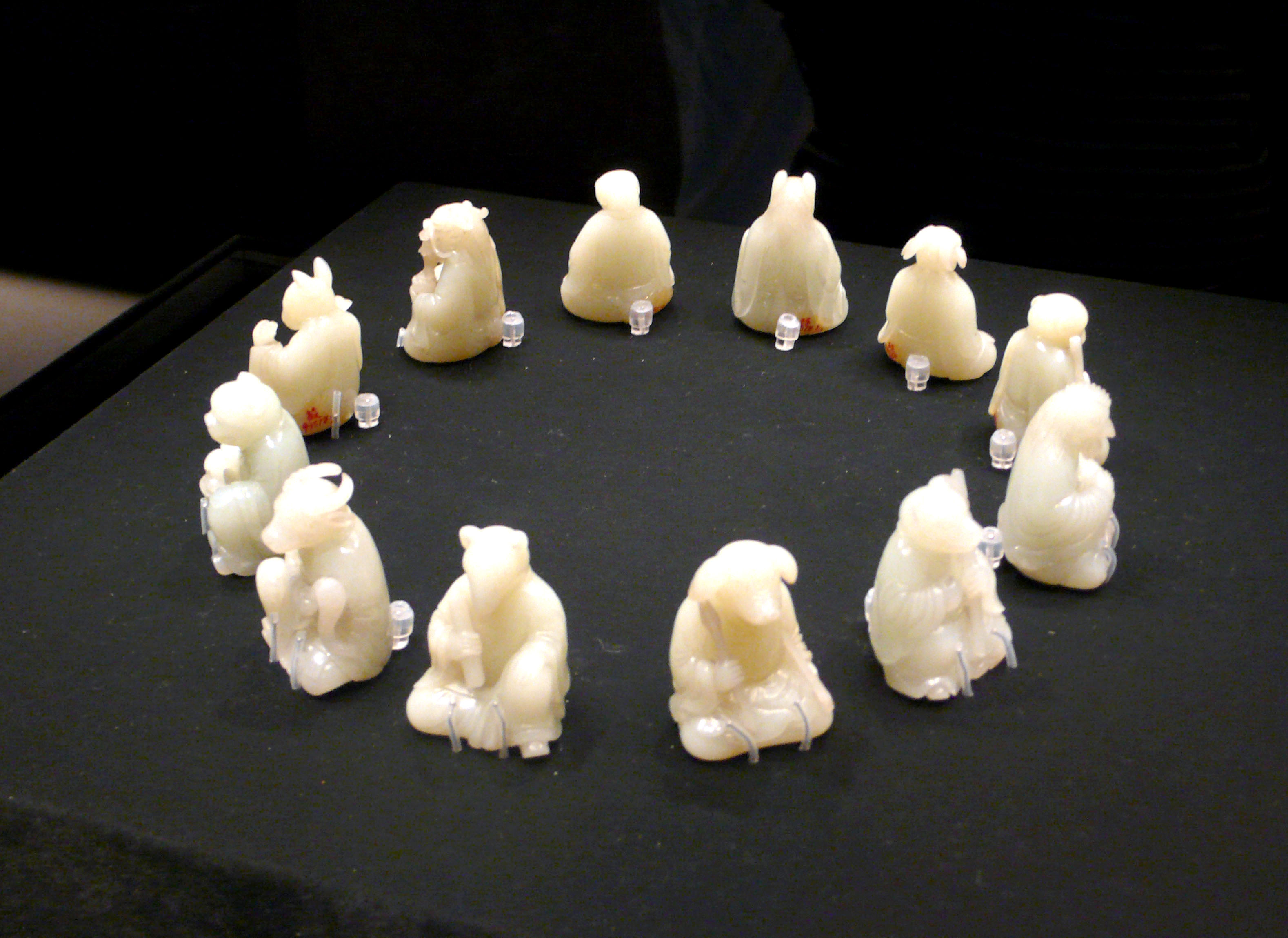
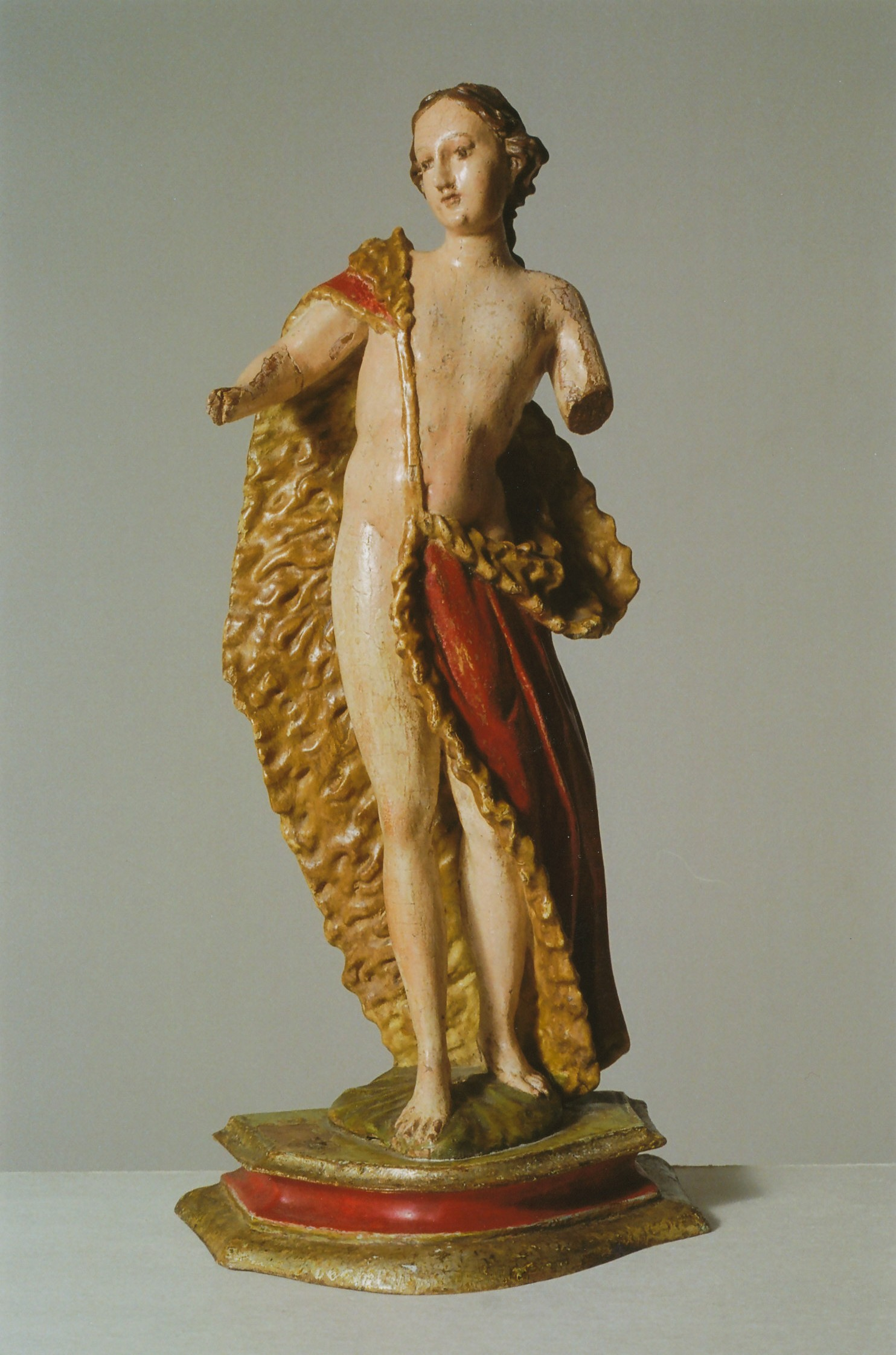
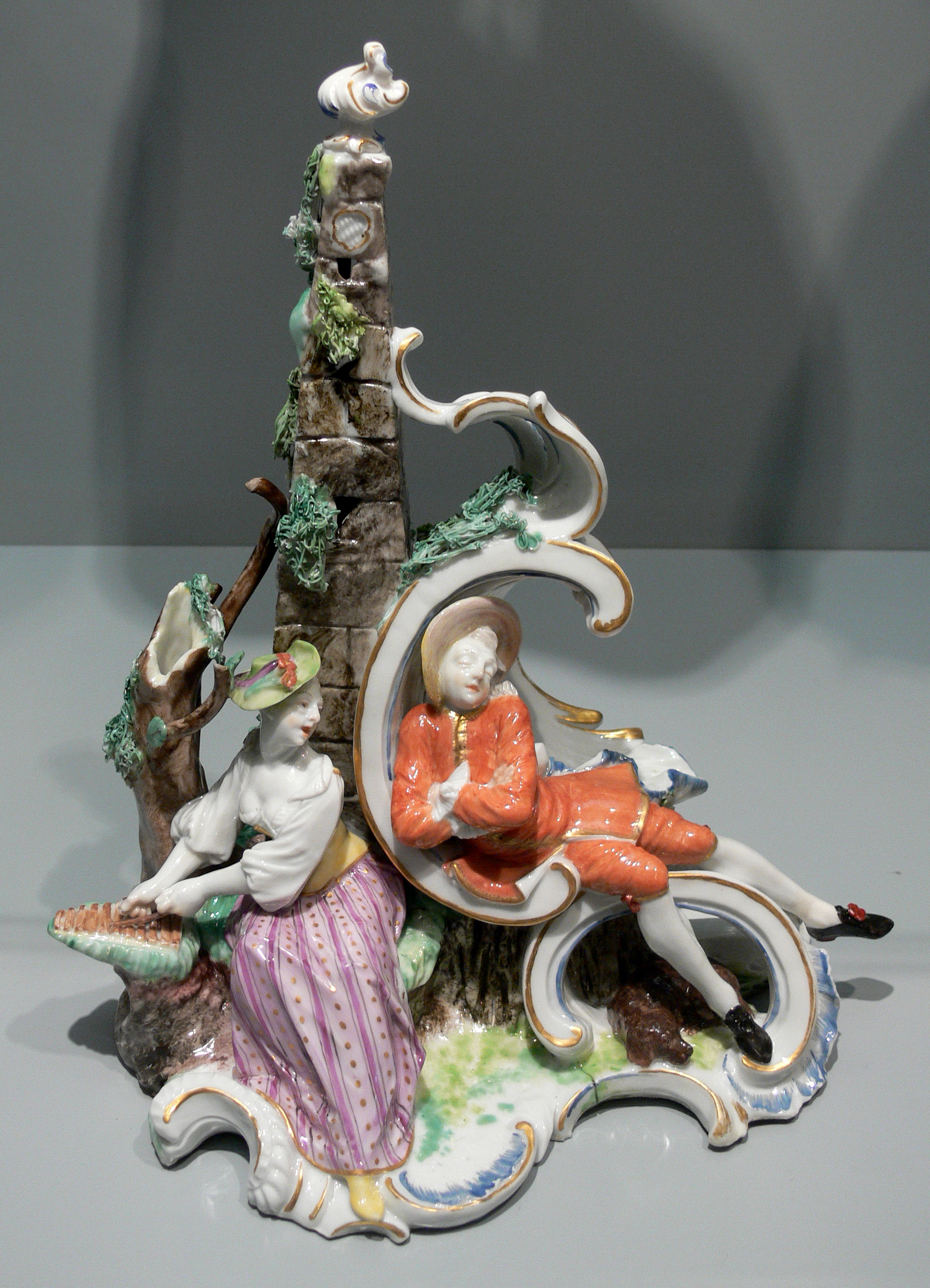
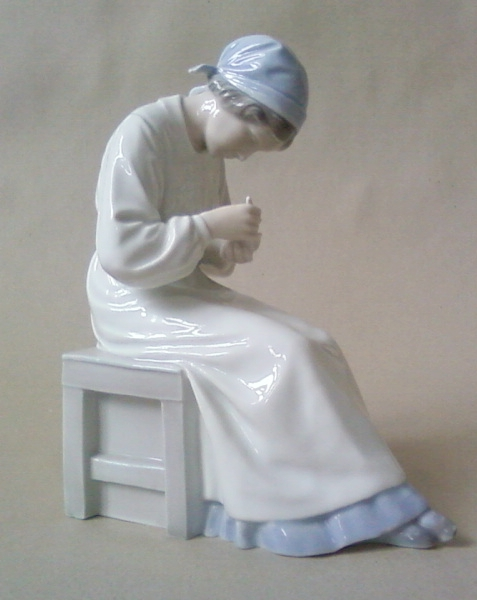
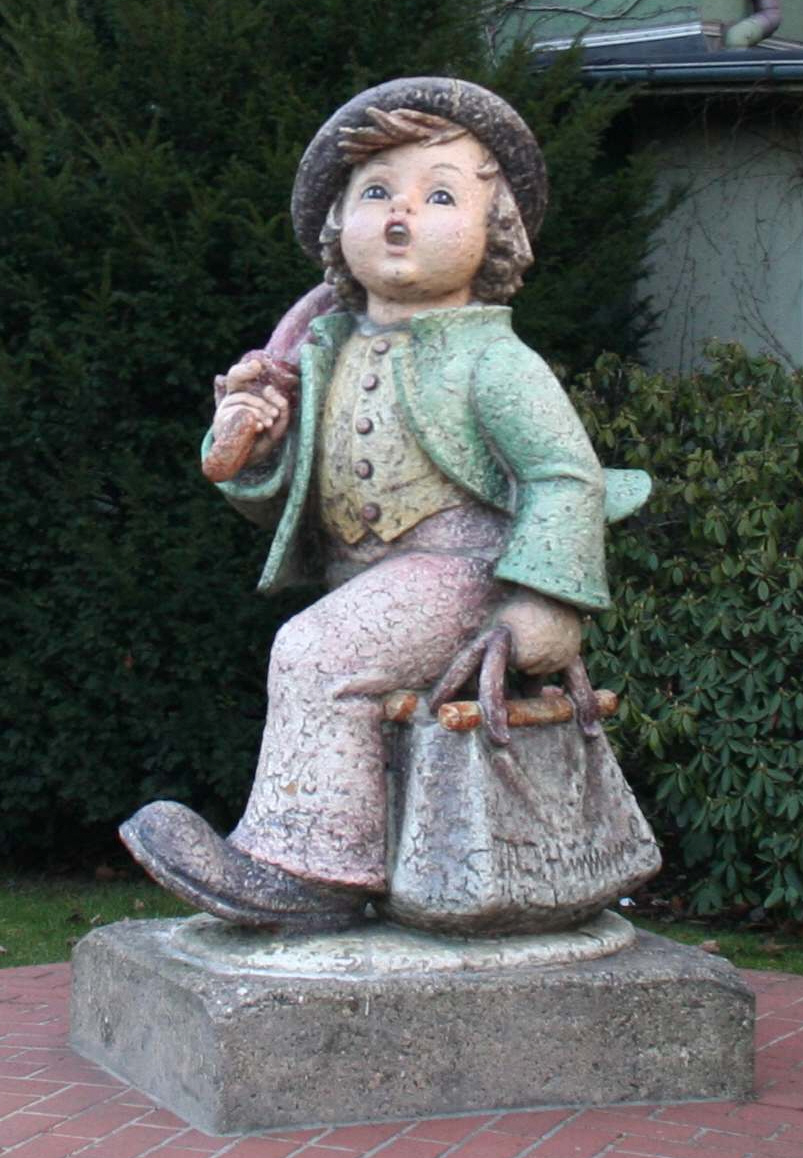
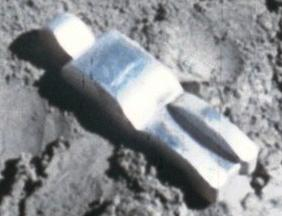
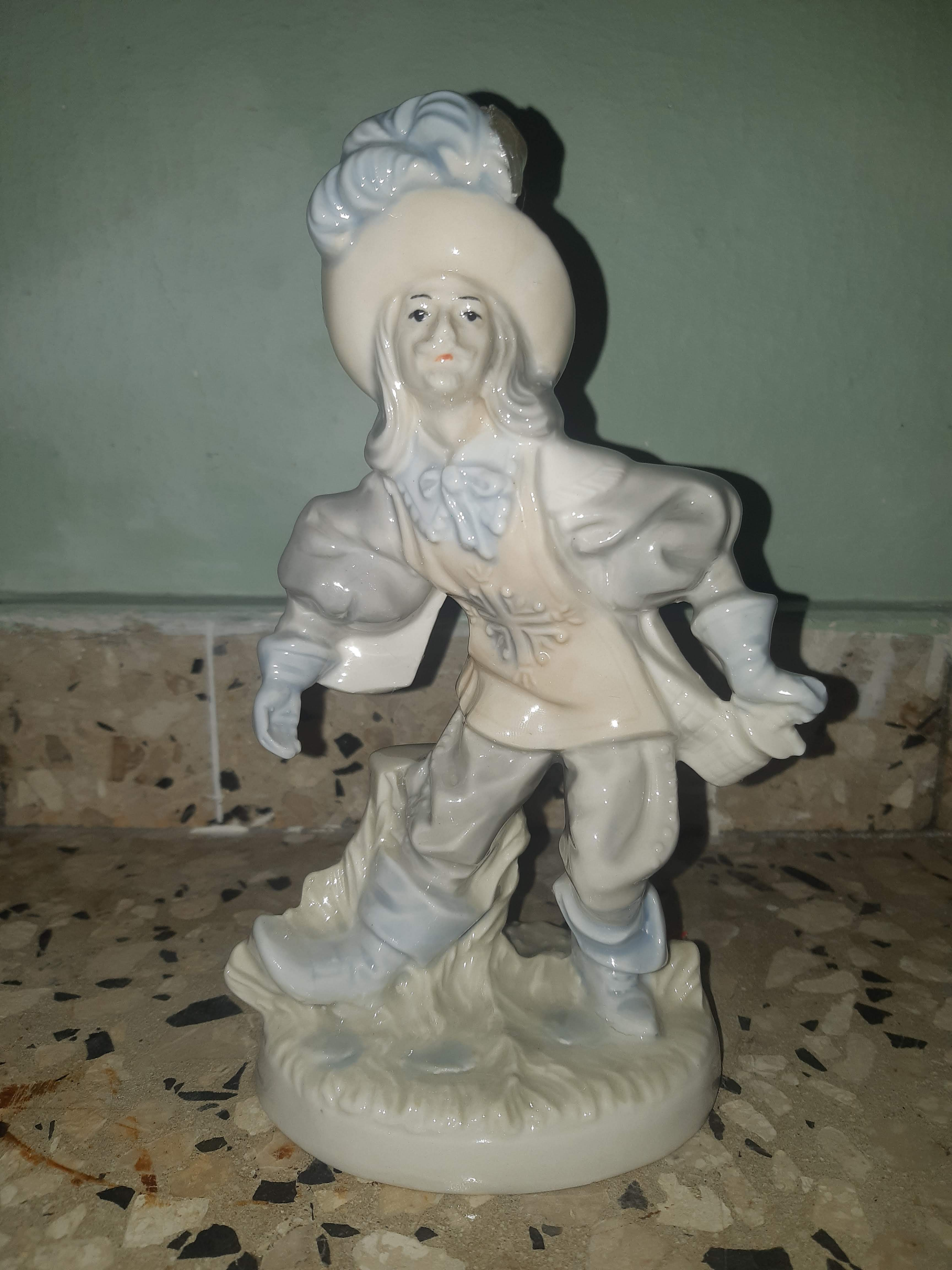
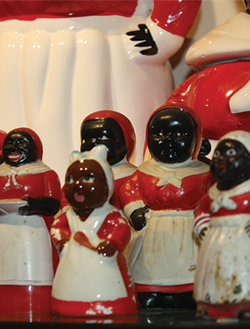
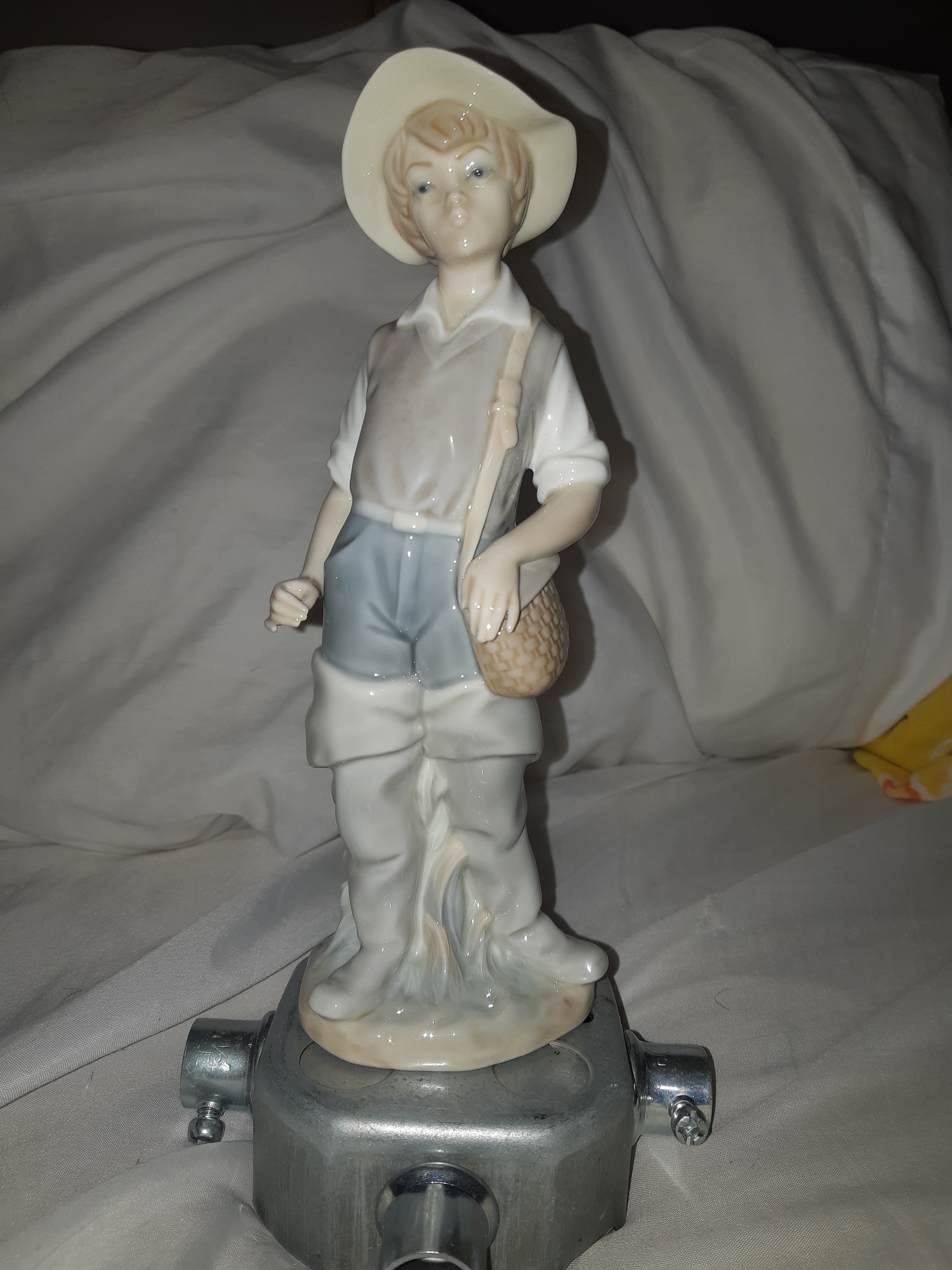